# Nominación
El término nominación o candidatura es un anglicismo usado por algunos (en lugar de nombramiento) para nombrar la parte del proceso de selección de un candidato para ser galardonado con un premio o una condecoración que suele asignarse mediante la votación (o la encuesta) de un jurado y que sigue un reglamento específico. La asignación de la nominación implica una segunda votación en la que se elige al ganador del premio. 
Las nominaciones más conocidas son las que se designan en premios cinematográficos o en numerosos premios del mundo de la cultura (literarios, artísticos, etc.) y del espectáculo (cinematográficos, televisivos, etc.), como por ejemplo los Premios Óscar, los Premios Grammy, etc.
En España, el uso del término nominación se extendió a principios de los años 2000, debido a programas de telerrealidad como Gran Hermano, en el que los participantes conocían su calidad de preseleccionados para abandonar el concurso con la expresión, Estás nominado.
En inglés, la palabra nominated se emplea también para referirse a todo aquel candidato que ha sido seleccionado por un partido político para presentarse en las elecciones a un cargo público electo (en español, este procedimiento se denomina candidatura). De hecho, la definición original de nominar en español es "dar nombre", pero se adoptó la acepción "nombrar candidatos a un premio o puesto" principalmente por el insistente uso de la mala traducción del verbo inglés to nominate, especialmente cuando se hablaba de los candidatos a recibir el premio Óscar.